# NousToutes
#NousToutes est un collectif féministe engagé contre les violences sexistes, sexuelles, économiques, psychologiques, verbales et physiques faites aux femmes, aux personnes LGBTI.

## Historique

### Fondation
En novembre 2017, Caroline De Haas demande à Sarah Durieux, directrice de Change.org France, de la mettre en lien avec quatre autres femmes ayant lancé des pétitions contre les violences sexistes et sexuelles. Avec Madeline Da Silva, Fatima Benomar, Laure Salmona et Clémentine Vagne, elle pose les jalons du mouvement #NousToutes,,.
Le collectif, regroupant citoyens et associations, souhaite se décentraliser et rester sans leader pour permettre le maintien d’une participation collective et nationale. La réunion de lancement a lieu le 3 juillet 2018 à la Bourse du travail de Paris. Le 20 septembre 2018 a lieu une réunion d’associations et de militantes féministes pour créer un événement autour de la défense de la lutte contre les violences. Cette assemblée a rassemblé 600 personnes physiquement, et 7000 à travers les réseaux grâce sa diffusion en direct sur Facebook. À la suite de cette réunion, 1 000 volontaires sont recrutés pour organiser le mouvement, et les coordonnées de 5 000 personnes intéressées par une marche contre les violences sont récupérées.

### Événements
Les événements les plus retentissants réalisés par le collectif sont des marches visant à attirer l’attention des politiques tout en faisant monter le niveau de conscience collective sur ces violences au sein de la société française. Elles sont organisées autour de la Journée internationale pour l'élimination de la violence à l'égard des femmes.
- 24 novembre 2018 : première marche organisée par le collectif, rassemblant 80 000 personnes dans une cinquantaine de villes françaises (dont 30 000 à Paris) selon les organisatrices et 18 000 selon la police et les préfectures[9].
- 23 novembre 2019 : seconde marche organisées par le collectif, rassemblant 150 000 personnes dans toute la France selon les organisatrices (100 000 à Paris et 50 000 dans une trentaine de villes dans l'Hexagone). Pour le cabinet indépendant Occurrence, les manifestants étaient 49 000 à Paris[10].
- 21 novembre 2020 : afin de respecter les mesures sanitaires, la marche est remplacée par une journée de mobilisation en ligne, constituée d'actions d'interpellation et de sensibilisation, de formations et de concerts[11].
- 20 au 27 novembre 2021 : plus de 50 manifestations organisées dans toute la France[12]
- 19 novembre 2022 : manifestation à Paris en réactions et dans toute la France (des dizaines de milliers de personnes répertoriées) pour « dénoncer les insuffisances du gouvernement » mais aussi d'autres partis comme LFI (à la suite de l'affaire Quatennens)[13].

### Enquêtes
Le 3 mars 2020, est publiée une enquête sur le consentement sexuel. Une étude dans laquelle 100 000 personnes (96 600 femmes) ont été interrogées à la suite de la diffusion du questionnaire de 30 questions lancé par #NousToutes sur ses réseaux sociaux, entre le 7 et 17 février. Ce n'est cependant pas un sondage basé sur un échantillon représentatif, notamment au niveau de l'âge (les trois quarts des répondantes ont entre 15 et 35 ans).
À la suite de cette enquête, le collectif a lancé une nouvelle campagne #JaiPasDitOui pour inviter les femmes à témoigner.

### Actions

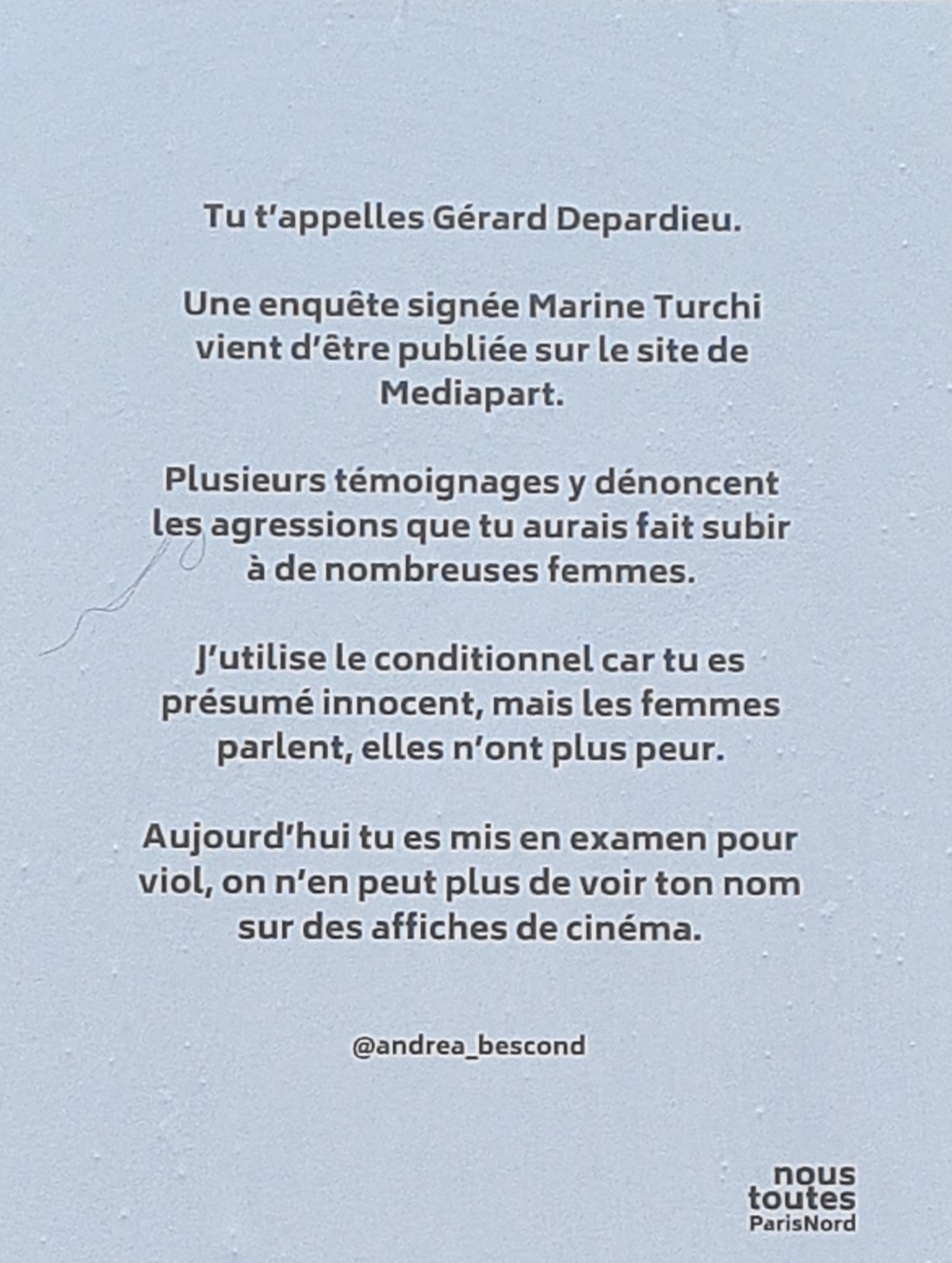
Affichage sur l'affaire Gérard Depardieu, signé d’Andréa Bescond (mai 2023).

- Mars 2019 : 1 400 fausses plaques portant des noms de femmes sont collées sous des plaques de rues parisiennes[16]
- Juillet 2019 : week-end de mobilisation à Paris pour la marche de novembre et rassemblement place de la République à l'appel des familles de victimes de féminicides[17]
- Septembre 2019 : 100 militantes brandissent les noms des femmes tuées par leur conjoint ou ex-conjoint depuis le début de l'année 2019 sur la place du Trocadéro[18].
- Octobre 2019 : A l'initiative d'Anaïs Leleux, membre du comité de pilotage, une manifestation nocturne est organisée devant l'Élysée pour dénoncer l'accélération des féminicides par rapport à l'année précédente. Plusieurs représentantes de NousToutes sont arrêtées[19].
- Février 2020 : à la cérémonie des César du cinéma, participation au rassemblement contre les douze nominations du film de Roman Polanski, accusé de viol et d'agressions sexuelles[20].
- 8 mars 2020 : participation à la marche organisée pour la Journée internationale des droits des femmes[21]
- Mars à mai 2020 : pendant la période de confinement liée à la pandémie de Covid-19 en France[22], 26 sessions de formation en ligne sont proposées par le collectif pour apprendre à détecter les différents types de violences sexistes et sexuelles et à réagir de la bonne manière quand on est face à une victime[23]. Plus de 20 000 personnes y participent[24]. Un système de soutien "Confinement & Parentalité" est proposé sur WhatsApp pour aider les parents à tenir le coup et à prévenir les violences envers les enfants[25]. Une campagne d'information et de sensibilisation contre les violences faites aux enfants et aux adolescents est lancée avec l'Unicef France[26].
- Juillet 2020 : participation aux rassemblements organisés dans toute la France pour protester contre les nominations au gouvernement de Gérald Darmanin, visé par une plainte pour viol, et Éric Dupond-Moretti, ayant tenu publiquement des propos sexistes[27]. Lancement d'une tribune de 20 000 jeunes de 13 à 25 ans réclamant la démission de Gérald Darmanin[28],[29]
- Janvier 2021 : à la suite de la publication du livre de Camille Kouchner La Familia Grande, lancement du hashtag #MeTooInceste et d'une pétition demandant la formation obligatoire et systématique des professionnels à la détection de l'inceste et des violences sexuelles. Le hashtag a suscité près de 80 000 messages en 2 jours[30]
- 4 mars 2021 : publication du Manuel d’action En finir avec les violences sexistes et sexuelles écrit par Caroline De Haas, afin de donner à chacune et à chacun des outils pour que les violences sexistes et sexuelles s'arrêtent. Les droits d'autrice sont intégralement reversés au collectif #NousToutes[31].
- Mars 2021 : opération de diffusion massive du violentomètre, un outil de prévention des violences au sein du couple, sur des emballages de baguettes de pain[32].
- 24 mars 2021 : publication des résultats de l'enquête #PrendsMaPlainte afin de dénoncer la mauvaise prise en charge des plaintes pour violences sexuelles, contrairement aux chiffres annoncés par le Ministère de l'Intérieur[33]
- 8 novembre 2021 : enquête nationale auprès de 1 000 lycées sur la présence de référents égalité, obligatoires depuis 2018. L'enquête montre que deux tiers des lycées n'ont pas de référent égalité[34]
- 2 février 2022 : enquête sur la non application de la loi de 2001 prévoyant trois séances annuelles d’éducation à la sexualité du CP à la terminale[35]
- 19 avril 2023 : manifestation de Nous Toutes Lille contre le concert Gérard Depardieu chante Barbara. Le comédien, qui avait joué avec la chanteuse dans Lily passion, débute au théâtre Sébastopol une tournée d'hommage avec Gérard Daguerre, qui a longtemps accompagné Barbara au piano. Les militantes s'insurgent contre ce concert au vu des multiples accusations de violences sexuelles contre Gérard Depardieu, rappelant que Barbara a été victime d'inceste dans son enfance[36],[37].
- Septembre 2023 : en réaction aux stickers anti-IVG collés sur des Vélib' en juin 2023, 25 000 autocollants sont posés sur 12 500 vélos en libre-service de la capitale[38].

En novembre 2021, Caroline de Haas annonce qu'elle quitte le mouvement.
Lors des élections législatives de 2024, l'ancien député Adrien Quatennens, condamné pour violence conjugale, est d'abord réinvesti par La France insoumise (LFI), mais décide finalement de se retirer, pour ne pas nuire au Nouveau Front populaire. Amy Bah, présidente de l’association Nous Toutes Lille, candidate divers gauche dans la 1re circonscription du Nord, décide de se maintenir malgré le retrait d’Adrien Quatennens et l’investiture d’un autre candidat LFI, Aurélien Le Coq, co-animateur des Jeunes insoumis·es. Elle reçoit le soutien de la socialiste Martine Aubry,.

## Objectifs
Le collectif revendique deux objectifs principaux :
- Exiger des politiques publiques efficaces contre les violences sexistes et sexuelles en termes de budget et de méthodes ;
- Sensibiliser l’opinion publique aux faits et mécanismes des violences sexistes et sexuelles au travers d’actions, de communications et de formations.

#NousToutes combat toutes les violences faites aux femmes et aux enfants : le harcèlement, le viol, les violences physiques, les mutilations sexuelles féminines, les discriminations… et dénonce le cumul des violences en raison du racisme, de l’homophobie, de la grossophobie, de la transphobie, du validisme, de l’appartenance à une religion…
Le collectif exige l'instauration par les pouvoirs publics de mesures puissantes de protection, de prise en charge des victimes, de formation du personnel de police, justice et santé, de tribunaux pour juger ces actes plus rapidement que cela se fait actuellement, ainsi que des campagnes de prévention dans les écoles et les médias. Les mesures en place actuellement sont jugées insuffisantes par le collectif ainsi que les moyens qui y sont alloués.

## Communication sur les féminicides
#NousToutes communique via une newsletter et sur les réseaux sociaux.
Le collectif a relayé de 2018 à 2022 le nombre de femmes tuées par leurs conjoints ou ex-conjoints, en reprenant les chiffres établis par le collectif Féminicides par compagnons ou ex.
En janvier 2022, considérant que ce comptage recensant uniquement des meurtres au sein de couples ou anciens couples ne permet pas d'appréhender les meurtres de personnes trans, et après des échanges ayant donné lieu à des propos transphobes, le collectif décide d'arrêter de répercuter les données des féminicides.
À partir de 2022, le collectif a mis en place sa propre cellule de veille pour recenser les féminicides. En 2023, #NousToutes œuvre avec Acceptess-T, Les Dévalideuses, la Fédération Parapluie Rouge et Act-Up Paris, à la création d’une structure plurielle afin de comptabiliser au mieux les victimes de féminicides : l’Inter Orga Féminicide, IOF,. À cela s’ajoutent des visuels de sensibilisation à toutes les autres formes de sévices endurées par les femmes : racisme, grossophobie, lesbophobie, validisme, transphobie , etc.

## Critiques
En février 2024, à la suite de l'Attaque du Hamas contre Israël d'octobre 2023 et dans le contexte de la Guerre entre Israël et le Hamas, Libération révèle dans une enquête que l'organisation est critiquée par des militants pour avoir réagi tièdement aux viols et meurtres subis par les femmes israéliennes et d'être liée à des collectifs accusés d’antisémitisme. En novembre 2023, France Info avait pourtant vérifié les prises de position de plusieurs collectifs féministes à la suite de ces accusations et avait constaté des condamnations directes après les premiers témoignages. Le collectif #NousToutes clarifie sa position et dénonce "une campagne de dénigrement" envers les féministes en France.
En octobre 2024, une enquête du Point révèle d'autres critiques internes, notamment en raison des alliances de Nous Toutes avec des organisations controversées, telles que Lallab ou le collectif Du Pain et des Roses accusées d'antisémitisme ou de complaisance envers le terrorisme. Une militante anonyme relate la volonté de certaines féministes de s'allier à des mouvements antiracistes, parfois au détriment de la lutte contre le sexisme.